# Пирог Фрито
Пирог Фрито (англ. Frito pie) — популярное блюдо на Среднем Западе и Юго-Западе США, а также в Мексике, основными ингредиентами которого являются чили кон карне, сыр и кукурузные чипсы. Традиционно для приготовления использовались чипсы Fritos (американский бренд кукурузных чипсов и соусов), отсюда и название блюда, которое по сути не является пирогом, а скорее закуской.
Добавки могут включать соус, жареные бобы, сметану/майонез, лук, рис или халапеньо. Есть много вариантов и альтернативных названий, используемых в регионах. Пирог Фрито можно приготовить в форме для запекания, но можно также приготовить одну порцию в пакетике из-под чипсов.

## История
Точное происхождение пирога Фрито не совсем понятно. Считается, что он был создан где-то в Мексике и был популярен на праздниках, прежде чем он стал популярным в других странах, таких как США.
Самый старый известный рецепт с использованием кукурузных чипсов марки Fritos с чили был опубликован в Техасе в 1949 году.
Рецепт, возможно, был изобретен Дейзи Дулин, матерью основателя Frito Corporation (Дулин) и первым человеком, который использовал Fritos как ингредиент в кулинарии, или Мэри Ливингстон, секретарь Дулин. Компания Frito-Lay приписывает рецепт Нелл Моррис, которая присоединилась к Frito-Lay в 1950-х годах и помогла разработать официальную поваренную книгу, в которую входил пирог Фрито. Дулин и его Frito Corporation были первыми инвесторами Диснейленда, открывшего ресторан Casa de Fritos в Диснейленде в 1955 году. «Frito Chili Pie» появляется в меню 1950-х годов.
Другая история гласит, что настоящий пирог Фрито возник только в 1960-х годах благодаря Терезе Эрнандес, которая работала в обеденном зале FW Woolworth в Санта-Фе, штат Нью-Мексико. В ее пироге «Фрито» использовалось домашнее красное чили кон карне с сыром чеддер и луком, и он подавался в пакетах, которые в 1960-х годах были толще, чем сейчас.

## Приготовление
Пирог Фрито — это кукурузные чипсы Fritos с говяжьим фаршем и перцем чили в качестве начинки. Обычно его подавали прямо внутри пакетика для чипсов и ели вилкой. Другие ингредиенты обычно включают тёртый сыр и измельченный сырой лук, а также могут включать дополнительные продукты, такие как сметана и халапеньо.

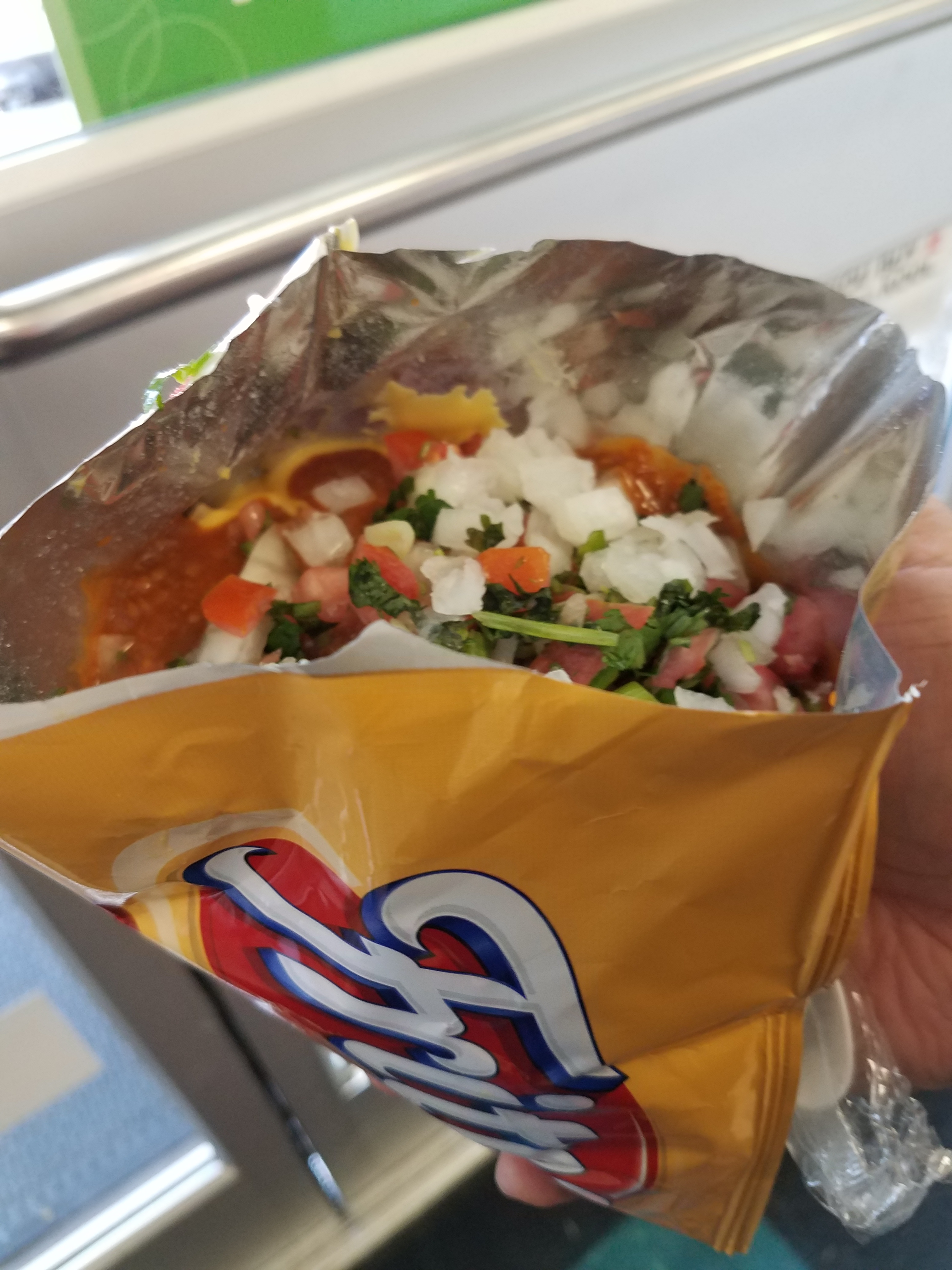
Вариант подачи пирога Фрито в пакетике из-под чипсов Fritos

## Варианты

### Лодочки Фрито и прогулочные тако
Пироги Фрито на Среднем Западе США иногда называют ходячими (прогулочными) тако или лодочками Фрито, так как они являются фаст-фудом и их можно есть «на ходу». Их можно приготовить в небольшом одноразовом пакете кукурузных чипсов с чили, мясом, нутом, свиной шкуркой, пепитасом и многими другими различными ингредиентами. Комбинация может быть завершена тертым сыром, луком, перцем халапеньо, салатом и сметаной.
В регионе долины Огайо это блюдо обычно называют «тако в пакете». Во многих частях Южной Калифорнии они известны как «перечные животы». Пироги Фрито популярны на спортивных стадионах, сборах средств, ярмарках, днях открытых дверей и у уличных торговцев. Термин Tostiloco происходит из Тихуаны и встречается в Калифорнии. Другое название Doriloco, от чипсов Doritos.

### Тостилокос
В Мексике это блюдо известно как тостилокос («сумасшедшие чипсы»). В пакет из-под чипсов или тортильи добавляют чамой (соус из маринованных фруктов), лимонный сок и, при желании, острый соус Valentina. После этого добавляется жареная свиная шкурка. Чаще всего в качестве начинки идут огурец и хикама, но можно добавить любой фрукт. Последние штрихи — японский арахис и конфеты из тамаринда.
Ещё одно похожее блюдо в Мексике — чилакилес.

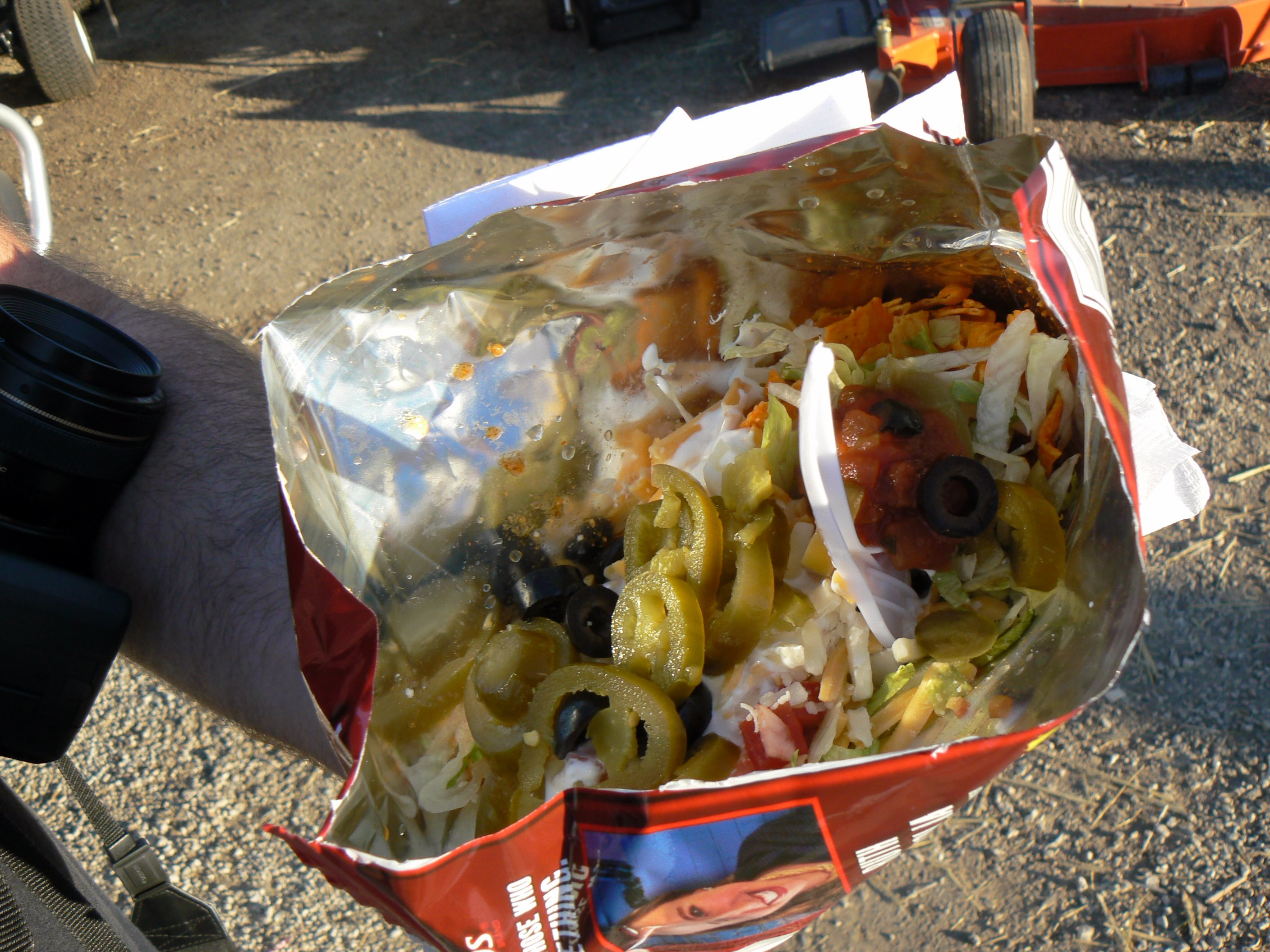
Разновидность прогулочного тако
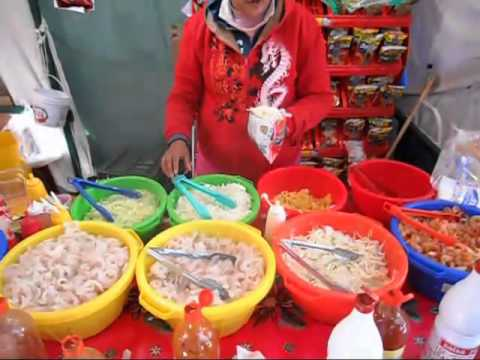
Ингредиенты Тостилокос и его приготовление
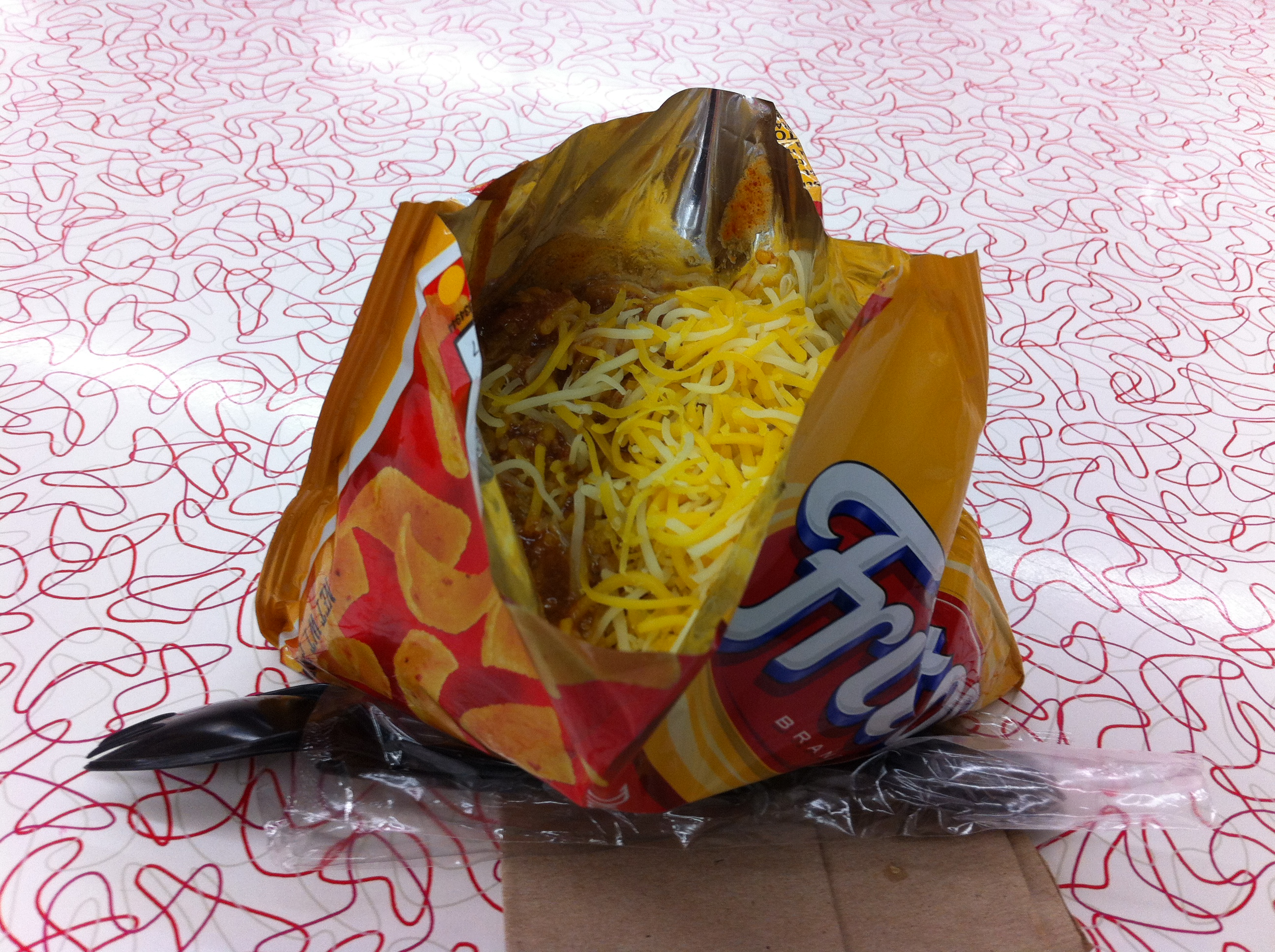
Пирог фрито из Five & Dime в Санта Фе, Нью-Мексико
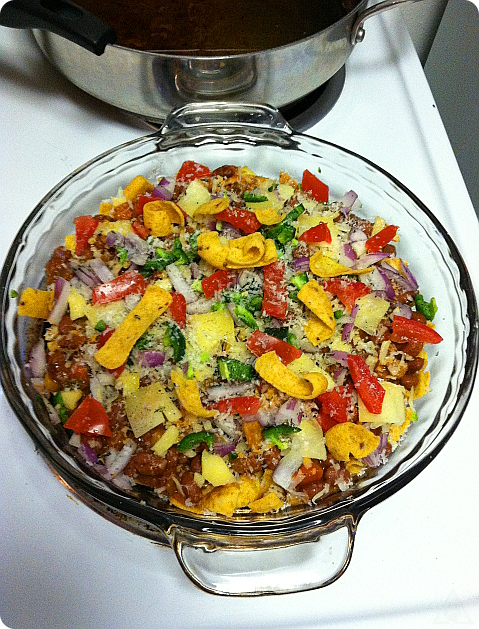
Пирог фрито с халапеньо, красным луком, выдержанным чеддером и пармезаном реджано